# Подпорожек
Подпорожек — деревня в Гостицком сельском поселении Сланцевского района Ленинградской области.

## История
В начале XX века деревня административно относилась к Выскатской волости 1-го земского участка 1-го стана Гдовского уезда Санкт-Петербургской губернии.

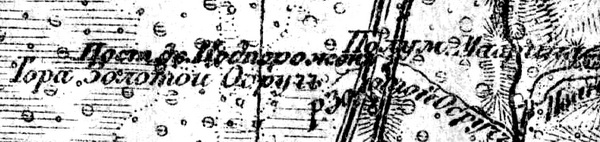
Земли деревни Подпорожек на карте 1919 года

Согласно карте Петроградской и Эстляндской губерний 1919 года на месте современной деревни находился постоялый двор Подпорожек.
По данным 1933 года деревня Подпорожек входила в состав Пелешского сельсовета Рудненского района.
По состоянию на 1 августа 1965 года деревня входила в состав Пелешского сельсовета Кингисеппского района.
По данным 1973 года деревня Подпорожек входила в состав Пелешского сельсовета Сланцевского района.
По данным 1990 года деревня входила в состав Гостицкого сельсовета.
В 1997 году в деревне Подпорожек Гостицкой волости проживали 6 человек, в 2002 году — 16 человек (все русские).
В 2007 году в деревне Подпорожек Гостицкого СП проживали 6, в 2010 году — 25, в 2012 и 2013 году — 18 человек.

## География
Деревня расположена в юго-западной части района на автодороге 41К-005 (Псков — Краколье).
Расстояние до административного центра поселения — 3 км.
Расстояние до железнодорожной платформы Гостицы — 1,5 км.
Деревня находится на левом берегу реки Плюсса.

## Демография
| 1862 | 2007 | 2010 | 2017 |
| ---- | ---- | ---- | ---- |
| 65   | ↘6   | ↗25  | ↗44  |